# Yahoo! 360°
Yahoo! 360° était un service de publication et de partage d'informations de la compagnie Yahoo!, et qui proposait aux internautes des outils d'expression, tel qu'un weblog et un système de notation des commerces proches des utilisateurs, des outils de communication tel une galerie photographique, un système de messagerie entre les weblogs, l'affichage d'un blogroll, et de partage de ressources tel le partage de playlists musicales ou de listes en général.
Yahoo! 360°, bien qu'officiellement lancé fin mars 2005, est toujours resté en version bêta, nécessitant une invitation préalable de la société ou de bénéficiaires du service sur le modèle du service Gmail de Google.
Le service est définitivement fermé depuis le 13 juillet 2009.